# Angostura (San Luis Potosí)
Angostura es un poblado ubicado en el municipio de Rioverde, estado de San Luis Potosí, México. Según el censo de 2020, tiene una población de 421 habitantes.
Su pirámide poblacional tiene una base muy pronunciada, ya que el 67.5% de los habitantes son menores de 18 años.